# Сребърен пръстен на Русия
Сребърният пръстен (на руски: Сере́бряное кольцо́) е съвкупност от средновековни селища в Северозападна Русия, в пояс около Санкт Петербург, бившата столица на страната.
Обхваща градове от Новгородската земя, в които са запазени уникални паметници на историята и културата на региона, пазят спомени за повечето от най-важните събития от руската история.
В състава на Сребърния пръстен влизат следните селища:
- Велики Новгород
- Старая Руса
- Велики Луки
- Порхов
- Псков
- Изборск (село)
- Печори
- Ивангород
- Кингисеп
- Виборг
- Корела (Приозерск)
- Стара Ладога (село)
- Вологда
- Тихвин